# Welikolukskoje (Kaliningrad, Gwardeisk)
Welikolukskoje (russisch Великолукское, deutsch Wargienen, Kreis Wehlau) ist ein Ort in der russischen Oblast Kaliningrad. Er gehört zur kommunalen Selbstverwaltungseinheit Stadtkreis Gwardeisk im Rajon Gwardeisk.

## Geographische Lage
Welikolukskoje am Nordufer des Pregel (russisch: Pregolja) liegt vier Kilometer westlich der Rajonstadt Gwardeisk (Tapiau) und ist über die Kommunalstraße 27K-204 zu erreichen. Heute besteht Bahnanbindung lediglich über Gwardeisk, bis 1945 war Bonslack-Popehnen (russisch: Gorki (heute nicht mehr existent)-Swenjewoje) die nächste Bahnstation an der Strecke von Tapiau über Possindern (russisch: Roschtschino) nach Königsberg (Preußen), betrieben von den Wehlau–Friedländer Kreisbahnen.

## Geschichte
Das ehemals Wargienen genannte Dorf fand im Jahre 1528 seine erste Erwähnung. Zwischen 1874 und 1945 gehörte es zum Amtsbezirk Bonslack (russisch: Gorki, nicht mehr existent) im Landkreis Wehlau im Regierungsbezirk Königsberg der preußischen Provinz Ostpreußen.
Im Jahre 1945 kam Wargienen mit dem nördlichen Ostpreußen zur Sowjetunion. 1947 erhielt der Ort die russische Bezeichnung „Welikolukskoje“ und wurde gleichzeitig dem Dorfsowjet Borski selski Sowet im Rajon Gwardeisk zugeordnet. Von 2005 bis 2014 gehörte Welikolukskoje zur Landgemeinde Slawinskoje selskoje posselenije und seither zum Stadtkreis Gwardeisk.

### Einwohnerentwicklung
| Jahr | Einwohner |
| ---- | --------- |
| 1910 | 160       |
| 1933 | 178       |
| 1939 | 196       |
| 2002 | 100       |
| 2010 | 83        |

## Kirche
Die überwiegend evangelische Bevölkerung Wargienens war vor 1945 in das Kirchspiel der Kirche Kremitten (russisch: Losowoje) eingepfarrt und gehörte zum Kirchenkreis Wehlau innerhalb der Kirchenprovinz Ostpreußen der Kirche der Altpreußischen Union. Heute liegt Welikolukskoje im Einzugsgebiet der evangelisch-lutherischen Gemeinde in Gwardeisk (Tapiau), einer Filialgemeinde der Auferstehungskirche in Kaliningrad (Königsberg) in der Propstei Kaliningrad der Evangelisch-lutherischen Kirche Europäisches Russland (ELKER).